# Atlapetes albiceps
Atlapetes albiceps là một loài chim trong họ Emberizidae.